# Csizmás, a kandúr
A Csizmás, a kandúr (eredeti cím: Puss in Boots) a 2011-ben bemutatott amerikai 3D-s számítógépes animációs kalandfilmvígjáték, a 23. DreamWorks-film. A Shrek filmsorozat előzményfilmje, a Harmadik Shrek című filmhez hasonlóan Chris Miller rendezte.
A mozifilm a DreamWorks Animation gyártásában készült és a Paramount Pictures forgalmazásában jelent meg. Az Amerikai Egyesült Államokban 2011. október 28-án, Magyarországon 2011. december 1-jén mutatták be a mozikban.
A történet ezúttal a Shrek-filmekből ismert Csizmás Kandúrt állítja a középpontba, mielőtt még az találkozott volna Shrekkel. Antonio Banderas, aki a Shrek-filmekben Kandúr hangját szolgáltatta, ezúttal is visszatér a szerepben. Új szereplőként tűnik fel a filmben Puha Pracli Cicus, Kandúr szerelmének tárgya, akit az eredeti változatban Salma Hayek szólaltat meg, valamint Tojás Tóbiás, Kandúr partnereként, akinek a hangját Zach Galifianakis kölcsönzi. A filmben igazi latin ritmusok hallhatóak, flamenco gitárjátékkal.
A filmet Golden Globe-díjra és Oscar-díjra jelölték 2012-ben, legjobb animációs film kategóriában.

## Cselekmény
|  | Alább a cselekmény részletei következnek! |

A történet elején Csizmás Kandúr egy törvényen kívüli bandita, akinek folyton menekülnie kell, amiért rablás vádjában kerestetik. Egyik este egy kisváros lepusztult csehójában tudomására jut, hogy két haramia, Jani és Juli (a felnőtt Jancsi és Juliska) megszerezték a legendás varázsbabot, melyet Kandúr fél életén át keresett. A legenda szerint aki elülteti ezt a babot, az a varázspaszulyon keresztül feljut az égbe, az óriások kastélyába, ahol az óriás őrzi az aranytojást tojó ludat. Kandúr rászánja magát, hogy megszerzi a babot, ám a számítását keresztülhúzza egy másik macska, aki álarcot visel. Kandúr követi őt egészen egy sötét sikátorban húzódó szalonig, amelyet macskák népesítenek be. Itt kénytelen lesz táncharcot vívni ellenfelével, miután az est "kedd esti táncpárbajként" van nyilvántartva. A párbaj során kiderül, hogy ellenfele valójában nő, aki győztesnek kiáltja ki magát, majd távozik. Később Kandúr ugyanezen a helyen találkozik Tojás Tóbiással, egy titokzatos személlyel a múltjából; mint kiderül, ő bízta meg a cicalányt, Puha Pracli Cicust, hogy hozza őt ide. Felajánlja, hogy hárman együtt fogjanak össze a varázsbab megszerzéséért, de Kandúr, okulva a múltbéli hibáiból, nemet mond.
Kandúr ezek után elmeséli Puha Praclinak korábbi életét, hogy megértse a történteket:
Kandúr még egészen kiscica korában került San Ricardo, egy spanyol kisváros árvaházának ajtaja elé, ahol Imelda, az árvaház vezetője fogadta be, és sajátjaként nevelte. Kandúr az árvaházban ismerkedett meg Tojással, akit, mivel kiállt mellette néhány fölényes kölyökkel szemben, gyermekkori barátjának fogad. Tojás megszállottan kereste a varázsbabot, hogy valóra váltsa azon álmát, hogy feljusson az óriások várába. A két barát ekkor fogadott örök testvéri szövetséget maga között, és egész gyerekkorukat arra tették fel, hogy megtalálják a varázsbabot.
Felcseperedve azonban egyre inkább a rosszra adták a fejüket. Kandúrból azonban egy napon hős lett, amikor megmentette a testőrség parancsnokának édesanyját egy feldühödött bika elől. Akkor kapta meg a csizmáját, hogy a becsületet és az igazságot jelképezze. Ám Tóbiás korántsem adta fel bűnözői életútját, és ebbe Kandúrt is belerángatta, mikor egy éjjel, őt is kijátszva, kifosztotta a San Ricardói bankot. A pénz végül a folyóba zuhant, Tojást elkapták az őrök, míg Kandúrnak sikerült megszöknie, miután megtagadta tőle a segítséget. Kandúrnak azóta folyton menekülnie kell, elvesztve otthonát, becsületét és mindent, ami fontos volt neki.
Tojás arra kéri, hogy adjon neki egy utolsó esélyt, hogy helyrehozza hibáját, így Kandúr beleegyezik, hogy megfizesse San Ricardónak egykori veszteségét. Hármójuk közös erőfeszítésével végül sikerül megszerezniük a varázsbabokat Janitól és Julitól.
A sivatag közepén Tóbiás pontos számításával elültetik a babokat, egy különös gomolyfelhő alatt, melyből hamarosan kinő a paszuly szára, és növekedni kezd az égbe, így a három útitárs feljut az óriások hatalmas égi várába. Mint kiderül az óriás már évek óta halott, a várat csupán egy Nagy Iszony nevű titokzatos lény őrzi. A várban eljutnak egy csodás aranytojásokkal teli kertbe, ahol megtalálják az aranyludat, és mivel a tojások túl nehezek, a ludat viszik el. A visszaút során Cicus veszélybe kerül, de Kandúrnak sikerül őt megmentenie, majd lemászva a paszulyról biztos ami biztos alapon kivágják a szárát.
Az éjszaka folyamán tábortűz mellett ünneplik küldetésük sikerét. Kandúr ráébred, hogy kezd szerelmet érezni Cicus iránt, akinek érzései nem maradnak viszonzatlanok. Ám az este, mielőtt nyugovóra térnek, felbukkan Jani és Juli, akik elrabolják Tóbiást, Cicust, és az aranyludat, miközben Kandúrt eszméletlenül a puszta közepén hagyják.
Kandúr másnap a nyomokat követve eljut San Ricardo városába, hogy megmentse barátait. Itt kiderül, hogy mindez csupán egy csapda volt, amit Tóbiás eszelt ki, hogy megbosszulja, amiért Kandúr egykor cserbenhagyta. A San Ricardói testőrség letartóztatja Kandúrt, miközben Tóbiás szétosztja a népeknek az aranytojásokat, így mindenki őt ünnepli. Kandúr rájön, hogy Jani és Julitól kezdve mindenki, még Cicus is szerepet játszott Tóbiás galád tervében ellene.
Kandúr tömlöcbe kerül, ahol találkozik az idős Babszem Jankóval, akinek az elméje már nem teljesen tiszta. Megtudja, hogy Tóbiás valójában tőle lopta el a babokat, noha ő figyelmeztette, ha elhozza az aranyludat, akkor a városra szabadítja a Nagy Iszonyt (aki valójában a kisliba mamája, egy 30 méter magas óriáslúd). Kandúrnak saját ügyességével, és Cicus segítségével sikerül megszöknie a börtönből, így elindul, hogy megmentse a várost.
Tojás arra készül, hogy az aranylúddal együtt lelépjen a városból, ám Kandúr megállítja és kérdőre vonja; Tojás bevallja, hogy amikor hős lett belőle, Kandúr hátat fordított neki, így úgy érezte többé már nem számíthat a testvérére. Kandúr bocsánatát fejezi ki, és Tóbiás a segítségét kéri, hogy hozza helyre a hibáját. A Nagy Iszony garázdálkodni kezd a városban az emberek életére törve, ám Kandúrnak sikerül őt elcsalni, miközben Tóbiás egy szekéren a kislibával, próbálja az óriásludat kivezetni a városból. Kandúr közben megmenti az árvaház gyerekeit, és fogadott mamáját is, aki kifejezi, hogy mennyire büszke rá.
A Nagy Iszonyt végül a város hídjáig vezetik ki, ahol a híd összeroppan, a lúd hatalmas súlya alatt, és a romok alá szorul. Tóbiásnak a libával együtt sikerül egy kötélen megkapaszkodnia, míg két különböző kötél másik végét Kandúr tartja, aki ezúttal semmiképp nem akarja barátját cserben hagyni. Tojás azonban rájön, hogy csak az egyiküket tudja megmenteni, ha azt akarja, hogy a lúdanyó ne pusztítsa el a várost, így elengedi a kötelet. A lúdanyó kiszabadul a romok alól, Kandúr pedig egyesíti őt a kicsinyével. A híd romjai között felfedezi Tojás összetört héját, melyből egy aranytojás bukkan elő. Kandúr kijelenti, hogy mindig tudta, hogy Tojás legbelül jó volt. Ezek után lúdanyó a kicsinyével, és az aranytojással együtt távozik a felhők közé, Kandúr pedig egy utolsó búcsút int testvérének.
Kandúr ezek után visszatér San Ricardóba, ahol ezúttal az egész város hősként fogadja. Búcsút int a város lakóinak, és elindul, hogy új kalandok elé nézzen, Puha Pracli Cicussal, akivel úgy véli, rövidesen újra találkoznak majd.
A zárójelenetben Kandúr ellovagol a naplementébe, ezzel a kijelentéssel: Én vagyok Csizmás Kandúr! És a nevem így lett legendás!
|  | Itt a vége a cselekmény részletezésének! |

## Szereplők
| Szereplő          | Szereplő       | Eredeti hang       | Magyar hang        |
| magyarul          | angolul        | Eredeti hang       | Magyar hang        |
| ----------------- | -------------- | ------------------ | ------------------ |
| Csizmás Kandúr    | Puss in Boots  | Antonio Banderas   | Crespo Rodrigo     |
| Puha Pracli Cicus | Kitty Softpaws | Salma Hayek        | Németh Borbála     |
| Tojás Tóbiás      | Humpty Dumpty  | Zach Galifianakis  | Elek Ferenc        |
| Jani / Jancsi     | Jack           | Billy Bob Thornton | Kőszegi Ákos       |
| Juli / Juliska    | Jill           | Amy Sedaris        | Kisfalvi Krisztina |
| Imelda            | Imelda         | Constance Marie    | Bertalan Ágnes     |
| Parancsnok        | Comandante     | Guillermo del Toro | Borbiczki Ferenc   |
| Raoul             | Raoul          | Conrad Vernon      | Varga Tamás        |
| Louis             | Louis          | Ryan Crego         | Papucsek Vilmos    |
| Babszem János     | Andy Beanstalk | Mike Mitchell      | Karsai István      |
| Fejvadász         | Bounty Hunter  | Rich B. Dietl      | Bácskai János      |
| Csapos            | Bartender      | Tom Wheeler        | Zöld Csaba         |

## Háttér

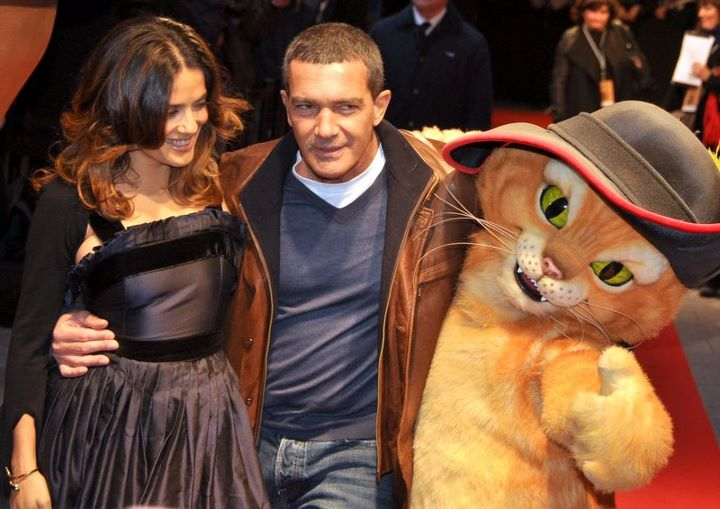
Salma Hayek, Antonio Banderas és Csizmás Kandúr a film párizsi premierjén

### Előkészültek
A film előkészületei már 2004-ben megkezdődtek, nem sokkal a Shrek 2. premierje után. A filmet eredetileg nem mozibemutatóra szánták, 2008-ra tervezték a premierjét DVD-kiadásban, Csizmás Kandúr: Egy ogregyilkos története munkacímmel. 2006-ban bejelentették, hogy a filmet mégis a mozikban fogják először vetíteni, mivel a Dreamworks vezetői később úgy gondolták Kandúr karaktere megérdemel egy egész estés mozifilmet.

### Munkálatok
2010-ben Guillermo del Torót, a Pokolfajzat és A faun labirintusa rendezőjét kérték fel a film exkluzív producerének. Chris Miller szerint valahányszor kidolgoztak valami újat a filmhez, mindig neki mutatták meg először. Meglátása szerint, ha kellett egy jó ötlet, vagy probléma adódott, akkor mindig hozzá fordultak segítségért, olyan volt ő számukra, mint "egy saját filmes iskola". Nagyrészt ő alkotta meg és dolgozta ki Tojás Tóbiás karakterét. Miller azt is elárulta, hogy Guillermo jórészt gyermekkori önmagáról mintázta a karaktert, és sokat merített hozzá da Vinci jelleméből is. Az animátoroknak végül egy "kis köpcös, torzszülött tojásszerű lényt" mutatott be, akiknek nagyon tetszett az ötlet, és egyből meg is rajzolták. Kezdetben ő szolgálta volna film a fő antagonistáját, ám Del Toro később átírta a karakter történetét, hogy ezáltal jobban elmélyítse a Kandúrral való kapcsolatát. Del Toro segített az óriás-vár és Kandúr szülővárosa látványának megalkotásában, melyet Spanyolország és Mexikó egy amalgámjaként készítettek.
A Csizmás, a kandúr az első Dreamworks film, melynek a munkálatai nagyrészt Indiában folytak. A Bangalore stúdió tulajdonában volt ekkor a Technicolor, melynek a műtermeiben hat hónapig animálták a film fontosabb jeleneteit. Ennek egyik oka az volt, hogy a cég Indiában 40%-kal tudta megtakarítani a film költségvetéseit, ami az Egyesült Államokban ennyivel többe került volna. A pénzügyi előnyök ellenére azonban rengeteg hátrányt jelentett az animátoroknak Indiában a jelentős személyzethiány, ami miatt többször felvetődött a film esetleges késedelme.

### A szereplők
Antonio Banderas már a Shrek 2. befejezésekor eldöntötte, hogy további filmekben, és folytatásokban is szeretné eljátszani Csizmás Kandúrt. 2004-ben elkészült a film forgatókönyve, melyet elsőként neki mutattak meg: "A mozi bemutatja Kandúr előtörténetét: születése pillanatában indul, láthatjuk majd kiscica korában és végigkövethetjük mindazokat a kalandokat, amik során ez a fesztelen, fölényeskedő, magabiztos macska lett belőle" – árulta el a brit Daily Expressnek. "Elolvastam a forgatókönyvet – egyszerre érzelmes és vicces, és ez az a kombináció, ami, azt hiszem, nagyon fog tetszeni a nézőknek." Továbbá hozzátette, hogy nagyon érdekli maga a film, akkor is, ha nem a mozikban fogják vetíteni, így 2004 végén aláírta a Dreamworks-szel kötött szerződést. Banderas meglehetősen sokat improvizált a felvételek közben; például amikor Kandúr kihegyezi a karmait, és leesik a mögötte lévő ember nadrágja, eredetileg nem volt benne a filmben: Banderas egyik improvizált mondatához alkották meg, ami kifejezetten megtetszett az alkotóknak, így belevették a filmbe.
Salma Hayekot a Dreamworks 2007 októberében szerződtette le. Miután kidolgozták Puha Pracli karakterét, a hangjának hasonló latin-amerikai hangot képzeltek el, mint Banderasé, így megkérdezték, nem ismer-e valakit, aki hasonló adottságokkal rendelkezik, mint ő. Ő egyből Hayekot ajánlotta, akivel már számtalan filmben dolgozott együtt, így ismerte a színésznőt. Megkérdezték, nem akarna-e ismét Banderas oldalán játszani, egy cicalány hangjaként. Ő igent mondott, ám ahhoz a feltételhez kötve, hogy tartsák titokban a film elkészültéig, így közreműködése az animációs filmhez, csak 2010-ben szivárgott ki.
Tojás Tóbiás hangjának a Dreamworks konkrét elképzeléssel Zach Galifianakist akarta. A 2009-ben megjelenő Másnaposok elsöprő sikere után a stand-up komikus temérdek szerephez kapott felkérést. Ezzel a Dreamworks sem akart lemaradni, így 2009 decemberében, megkezdték vele a tárgyalásokat Tojás Tóbiás hangjához. 2010-ben szivárgott ki a hír (hasonlóan Salma Hayekéval), hogy elvállalta szerepet, és gőzerővel folynak a munkálatok. Ugyanezen év novemberében jelentették be, hogy Billy Bob Thornton és Amy Sedaris is csatlakoztak a szereplőgárdához, akik a rablóházas/testvér (ekkor még nem tisztázódott) párnak fogják a hangjukat kölcsönözni, akik a filmben Kandúr új ellenségei.

### Csizmás, a kandúrvs.Shrek
Kandúr kivételével a filmben feltűnő szereplők mind addig ismeretlen karakterek. A film egyik írója, David H. Steinberg kijelentette, hogy ennek a filmnek nincs semmi köze a Shrekhez. A történet kizárólag Kandúrra koncentrál, már csak azért is, mivel a cselekményt már jóval azelőtt kidolgozták, hogy a Shrek 4. megjelent volna, és nem akartak két egymásnak ellentmondó történetet. A Dreamworks az alábbi jelenettel kapcsolja össze a két alkotást: a Shrek a vége, fuss el véle zárójelenetében, amikor Shrek a polcra rakja a mesekönyvet, amit olvas, látható a Puss in Boosts oldalcímmel ellátott mesekönyv is.